# Джошуа Гердман
Джошуа Колін Мінтоун Гердман (англ. Joshua Colin Mintone Herdman; нар. 9 вересня 1987) — англійський актор, боєць змішаних єдиноборств. Відомий роллю Грегорі Гойла у франшизі про Гаррі Поттера.

## Біографія
Джошуа Колін Мінтоун Гердман народився 9 вересня 1987 року в Гемптоні (передмістя Лондона) в сім'ї актора Мартіна Гердмана (нар.1956) і Джесіки Гердман. У Джошуа є три старших брата.
Джошуа почав кар'єру актора в 1994 році. Найвідомішою роллю Грегорі Гойла з фільмів про Гаррі Поттера. Гердман знявся у всіх 8 фільмах. Спочатку він пропонувався на роль Дадлі Дурслі, розбещеного кузена Гаррі Поттера, але вона дісталася Гаррі Меллінгу.
Після п'яти років занять джиу-джитсу, Гердман розпочав свою кар'єру в ММА 23 квітня 2016 року в Ромфорді перемогою над Янушем Валаховським.

## Фільмографія
| Рік       |    | Українська назва                              | Оригінальна назва                             | Роль                       |
| --------- | -- | --------------------------------------------- | --------------------------------------------- | -------------------------- |
| 2001      | ф  | Гаррі Поттер і філософський камінь            | Harry Potter and the Philosopher's Stone      | Грегорі Гойл               |
| 2002      | ф  | Гаррі Поттер і таємна кімната                 | Harry Potter and the Chamber of Secrets       | Грегорі Гойл               |
| 2002      | ф  | Грім в штанях                                 | Thunderpants                                  | задира Деймон              |
| 2003—2005 | с  |                                               | UGetMe                                        | Бен (47 епізодів)          |
| 2004      | ф  | Гаррі Поттер і в'язень Азкабану               | Harry Potter and the Prisoner of Azkaban      | Грегорі Гойл               |
| 2004      | с  | Чисто англійське вбивство                     | The Bill                                      | Девід Вілсон               |
| 2005      | ф  | Гаррі Поттер і келих вогню                    | Harry Potter and the Goblet of Fire           | Грегорі Гойл               |
| 2007      | ф  | Гаррі Поттер та Орден Фенікса                 | Harry Potter and the Order of the Phoenix     | Грегорі Гойл               |
| 2007      | вг | Гаррі Поттер та Орден Фенікса                 | Harry Potter and the Order of the Phoenix     | Грегорі Гойл               |
| 2009      | ф  | Гаррі Поттер і Напівкровний Принц             | Harry Potter and the Half-Blood Prince        | Грегорі Гойл               |
| 2009      | вг | Гаррі Поттер і Напівкровний Принц             | Harry Potter and the Half-Blood Prince        | Грегорі Гойл               |
| 2010      | ф  | Гаррі Поттер і Смертельні реліквії: Частина 1 | Harry Potter and the Deathly Hallows – Part 1 | Грегорі Гойл               |
| 2011      | ф  | Гаррі Поттер і Смертельні реліквії: Частина 2 | Harry Potter and the Deathly Hallows – Part 2 | Грегорі Гойл               |
| 2011      | вг | Гаррі Поттер і Смертельні реліквії: Частина 2 | Harry Potter and the Deathly Hallows: Part 2  | Грегорі Гойл               |
| 2011      | ф  |                                               | The Estate Film                               | Skunk                      |
| 2012      | ф  | Свинтус                                       | Piggy                                         | Ентоні                     |
| 2012      | с  | Чарівники проти прибульців                    | Wizards vs Aliens                             | Стів                       |
| 2013      | ф  |                                               | Common People                                 | Саймон                     |
| 2013      | с  | Підйом                                        | Coming Up                                     | Eater                      |
| 2016      | ф  |                                               | Sink                                          | Джейсон                    |
| 2017      | ф  |                                               | Giantland                                     | Джейсон                    |
| 2018      | ф  | Робін Гуд                                     | Robin Hood                                    | праведник                  |
| 2018      | с  | Марчелла                                      | Marcella                                      | Ерік Девідсон (8 серій)    |
| 2020      | с  | Ферма Білого дому                             | White House Farm                              | констебль Колінс (1 серія) |
| 2020      | с  | Алекс Райдер                                  | Alex Rider                                    | Стен (1 серія)             |
| 2022      | с  | Людина, яка впала на Землю                    | The Man Who Fell to Earth                     | Террі (2 серії)            |
| 2022      | с  | Андор                                         | Andor                                         | Кур'єр №1 (2 серії)        |